# Fox Plaza
Le Fox Plaza est un gratte-ciel de 150 m (35 étages) de haut, situé à Los Angeles. Achevé en 1987, il a été imaginé par Scott Johnson, Bill Fain et William Pereira (dont ce fut la dernière création avant sa mort en 1985). Son style d'architecture est post-moderne.
Il appartient à The Irvine Company mais est aussi connu pour être le siège de la 20th Century Fox et les Fox Studios sont situés au pied du gratte-ciel.
L'ancien président des États-Unis Ronald Reagan occupa un appartement au 34e étage pendant plusieurs années après son retrait des affaires politiques. Le 34e étage est maintenant occupé par une société de management, ZS Associates.

## Architecture
La façade extérieure du bâtiment est composée de blocs de granit rouges et de panneaux de verre. 
Le bâtiment Fox Plaza dispose d'un système CVC unique où se trouve au cœur du bâtiment une grande cheminée verticale. La gaine d'air commence sous le bâtiment, comme une prise d'air extérieure plus froide poussant l'air vers la salle des ventilateurs de chaque étage et finissant par réduire la superficie des étages supérieurs, et sur le toit se trouve un échappement pour l'air vicié. Une telle conception de système utilise l'effet de pile,.

## Dans la culture populaire
Cet immeuble a figuré dans au moins quatre films produits par la 20th Century Fox. Il est présenté comme le Nakatomi Plaza dans Piège de cristal (sa destruction est figurée à l'aide d'une maquette). L'immeuble et ses environs sont aussi le lieu principal de la comédie Airheads. Le bâtiment apparaît également dans la scène d'ouverture de Speed et fait partie des immeubles rasés à la fin de Fight Club. Il apparaît dans l'épisode 10 de la saison 7 de Les Griffin, ainsi que dans le jeu vidéo Midnight Club: Los Angeles. Il apparaît aussi dans le jeu vidéo Grand Theft Auto V sous le nom de Weazel Plaza (Weazel étant une parodie de la Fox). L'immeuble apparaît également dans l'épisode 9 de la saison 5 de  Brooklyn Nine-Nine. La brigade, de passage à Los Angeles pour un enterrement y fait une halte, Jake étant un grand fan de la saga  Die Hard. Enfin, c'est le quartier général de M. Zalinsky dans le film Tommy Boy.